# Adelgundis Selle
Adelgundis Selle (Taufname Anneliese) OCist (* 27. Juli 1921 in Düsseldorf; † 12. Januar 2008 in Baden-Baden) war eine deutsche Zisterzienserin und von 1989 bis 2001 45. Äbtissin des Zisterzienser-Klosters Lichtenthal.

## Leben
Adelgundis Selle war 1948 unter Äbtissin Adelgundis Lohrmann in das Kloster Lichtenthal eingetreten. Nach ihrer Ausbildung zur Lehrerin unterrichtete sie ab 1952 in der Mädchenschule des Klosters. Dort war sie von 1959 bis 1978 Konrektorin und von 1978 bis 1984 Rektorin. 1980 war die Mädchenschule zwischenzeitlich in eine koedukative Grundschule umgewandelt worden.
Neben ihrer Lehrerinnentätigkeit war sie ab 1974  Priorin und zwischen 1985 und 2000 Novizenmeisterin. Nach dem Tod von Lucia Reiss im Jahr 1989 wurde Adelgundis Selle zur 45. Äbtissin des Klosters Lichtenthal gewählt. Während ihrer Regierungszeit fand eine Renovierung der Klosterkirche und der Einbau einer neuen Orgel statt. Neben der Aufnahme des Klosters Lichtenthal in den Orden im Jahr 1993 konnte 1995 auch das 750-jährige Bestehen des Klosters gefeiert werden. 
Nach einem Sturz im Jahr 1997 und aufgrund nachlassender Kräfte legte Äbtissin Adelgundis ihr Amt zum 1. Mai 2001 nieder. Ihre Nachfolgerin im Amt als Äbtissin des Klosters Lichtenthal wurde die 2001 gewählte Maria Bernadette Hein. 